# Avatarul (roman)
Avatarul (1978) (titlu original The Avatar) este un roman science fiction scris de Poul Anderson.

## Intriga
O rasă superioară de extratereștri, cunoscută sub numele de Ceilalți, a lăsat prin spațiu (și timp) porți către univers - mașinile T, pentru a ajuta numeroasele specii interstelare să călătorească printre stele și să evolueze.
Daniel Broderson, un magnat care locuiește pe singura colonie spațială apărută în urma folosirii mașinii T de către oameni, Demeter, speră că acest dispozitiv va determina omenirea să cucerească spațiul. Dorința sa vine în contradicție cu cea a Pământului, care vrea să păstreze omenirea între granițe controlabile.
Nava pământeană Emissary se întoarce în Sistemul Solar după ce a călătorit cu ajutorul mașinii T. Când se află că a întâlnit o rasă avansată, Betanii, echipajul este pus sub interdicție și noutățile despre întoarcerea navei sunt puse sub tăcere. Aflând despre acest lucru, Broderson și iubita lui călătorsc în Sistemul Solar pentru a elibera echipajul și a anunța întreaga lume despre mașinațiunile guvernelor lor, prăbușind fragilul eșafodaj politic construit de acestea.
Broderson găsește nava și reușește să salveze câțiva dintre membrii echipajului, precum și primul extraterestru care a vizitat Sistemul Solar, dar se vede nevoit să fugă prin poartă. El pornește în căutarea Celorlalți, deoarece doar ei posedă cunoștințele necesare pentru a permite navei să revină acasă.